# Pedro Chaves

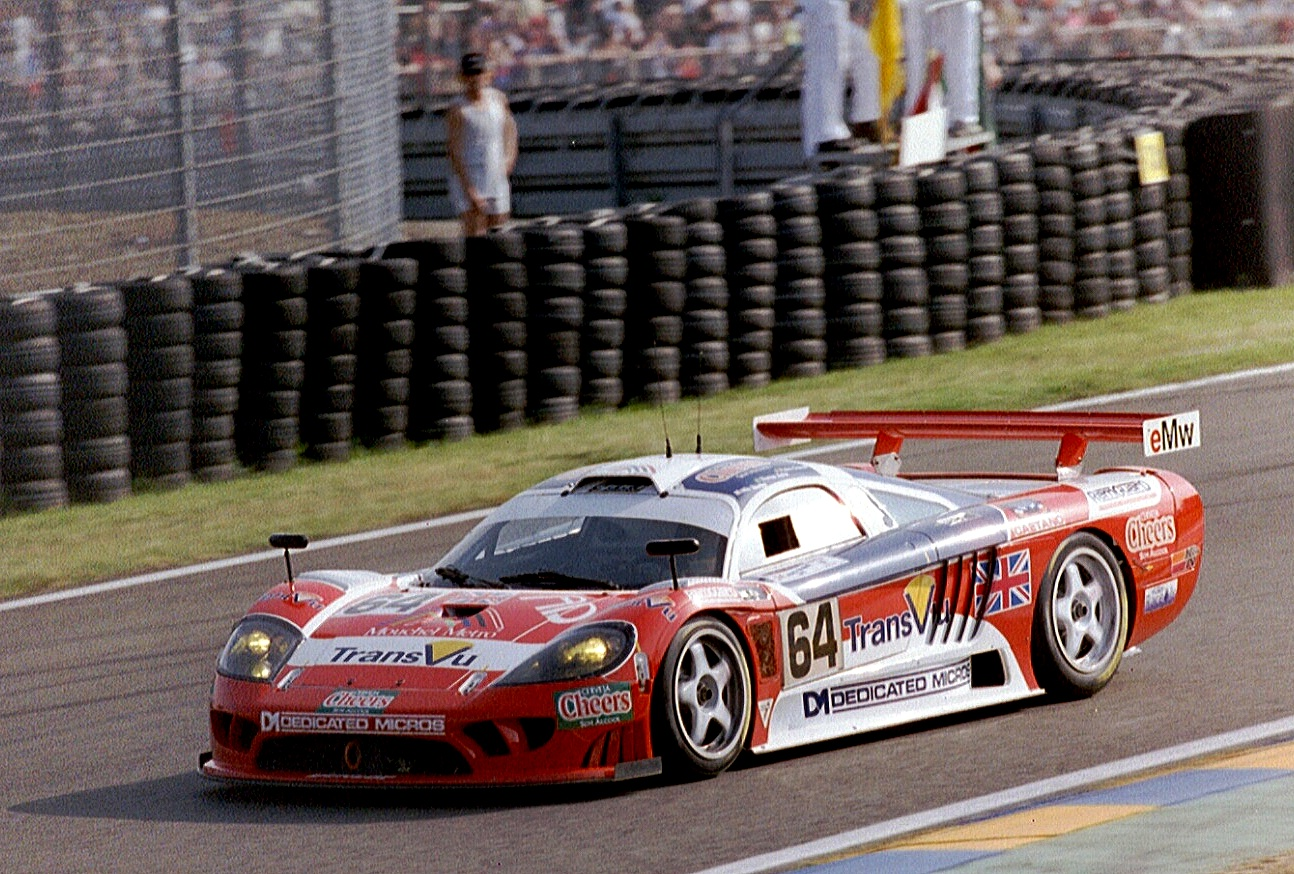
Der Saleen S7-R von Thomas Erdos, Mike Newton und Pedro Chaves beim 24-Stunden-Rennen von Le Mans 2003

Pedro Pinto Ferreira Matos Chaves (* 27. Februar 1965 in Porto) ist ein ehemaliger portugiesischer Automobilrennfahrer und zweifacher nationaler Rallye-Meister.

## Karriere
Chaves’ Karriere im Motorsport begann 1980 im Kartsport auf nationaler Ebene. 1986 wechselte er in die portugiesische Formel Ford und konnte kurz darauf die Meisterschaft in der portugiesischen und der iberischen Formel Ford gewinnen. Nachdem Chaves 1988 Dritter in der britischen Formel Ford war, wechselte er 1989 direkt in die internationale Formel 3000, dem damaligen Unterbau der Formel 1. Dort konnte er jedoch nicht überzeugen – er qualifizierte sich in nur sechs von zehn Rennen – und fuhr im darauffolgenden Jahr in der Britischen Formel-3000-Meisterschaft für Nigel Mansells Team Mansell Madgwick Motorsports; er gewann die Meisterschaft auf Anhieb mit fünf Saisonsiegen. Auch in diesem Jahr startete Chaves wieder in der internationalen Formel 3000, diesmal jedoch nur zu drei Rennen, in denen er mit dem vierten Platz in Brands Hatch drei Meisterschaftspunkte erstritt. Er nahm auch am Formel-3-Rennen in Macau teil, dies jedoch ohne Erfolg.
1991 verpflichtete sich Chaves für das italienische Coloni-Team in der Formel 1. Aufgrund des unterlegenen Fahrzeugs und fehlender Erfahrung gelang es ihm jedoch nie, in der Vorqualifikation unter die ersten vier von sieben Piloten zu fahren, und somit in die Qualifikationsrunde einziehen zu können. Für die letzten drei Saisonrennen verließ er das Team – unter anderem weil er die Flugtickets zu den Überseerennen nicht bezahlen konnte – und wurde durch den Japaner Naoki Hattori ersetzt, der Sponsorengelder in das unterfinanzierte Team brachte.
Nach einer erfolglosen Rückkehr in die Formel 3000 im Jahr 1992 wechselte Chaves im folgenden Jahr in die USA zu den Indy Lights, die Juniorenserie der CART-Meisterschaft. Er konnte mehrere Podestplätze erzielen und wurde Vierter in der Gesamtwertung. 1994 und 1995 gelang ihm der fünfte Gesamtrang.
1996 startete er in der spanischen Tourenwagen-Meisterschaft und schloss diese als Gesamt-Zweiter ab. 1997 startete Chaves in der FIA-GT-Meisterschaft zunächst für Roock Racing in einem Porsche 911 GT1. Nach zwei Rennen wechselte er in das GT2-Fahrzeug des Porsche 911 und wurde am Jahresende 13. in der GT2-Wertung.
1998 stieg Chavez in Portugal in den nationalen Rallyesport ein und wurde 1999 und 2000 nationaler Meister.
2002 wechselte Chaves wieder in den GT-Sport und startete zunächst in der spanischen GT-Meisterschaft für Graham Nash Motorsport. Bis zum Jahresende konnte er zusammen mit Miguel Ramos mehrere vier Meisterschaftsläufe gewinnen und vier weitere auf dem Podium beenden. Die Erfolge ermöglichten Chaves im Jahr 2002 seinen ersten Einsatz beim 24-Stunden-Rennen von Le Mans, bei dem er und Ramos beim europäischen Tuner RML des Saleen S7R ein Cockpit erhielten und eine Zielankunft verbuchen konnten. 2003 wechselte er mit Gaham Nash Motorsport erneut in die FIA-GT-Meisterschaft. Bis auf einen fünften Platz beim Rennen auf dem Circuit de Nevers Magny-Cours konnte er keine nennenswerte Erfolge erzielen.

## Privates
Chaves’ Vater war seinerzeit Vizepräsident des Automobilclubs von Portugal, was ihm den Einstieg in den Motorsport deutlich erleichterte. Chaves ist verheiratet mit Helena, aus der Ehe gingen zwei Kinder hervor.

## Statistik

### Formel-1-Ergebnisse
| Jahr | Team   | Chassis   | Motor   | 1    | 2    | 3    | 4    | 5    | 6    | 7    | 8    | 9    | 10   | 11   | 12   | 13   | 14 | 15 | 16 | WM | Punkte |
| ---- | ------ | --------- | ------- | ---- | ---- | ---- | ---- | ---- | ---- | ---- | ---- | ---- | ---- | ---- | ---- | ---- | -- | -- | -- | -- | ------ |
| 1991 | Coloni | Coloni C4 | Ford V8 |      |      |      |      |      |      |      |      |      |      |      |      |      |    |    |    | –  | 0      |
| 1991 | Coloni | Coloni C4 | Ford V8 | DNPQ | DNPQ | DNPQ | DNPQ | DNPQ | DNPQ | DNPQ | DNPQ | DNPQ | DNPQ | DNPQ | DNPQ | DNPQ |    |    |    | –  | 0      |

| Legende  | Legende            | Legende                                                          |
| Farbe    | Abkürzung          | Bedeutung                                                        |
| -------- | ------------------ | ---------------------------------------------------------------- |
| Gold     | –                  | Sieg                                                             |
| Silber   | –                  | 2. Platz                                                         |
| Bronze   | –                  | 3. Platz                                                         |
| Grün     | –                  | Platzierung in den Punkten                                       |
| Blau     | –                  | Klassifiziert außerhalb der Punkteränge                          |
| Violett  | DNF                | Rennen nicht beendet (did not finish)                            |
| Violett  | NC                 | nicht klassifiziert (not classified)                             |
| Rot      | DNQ                | nicht qualifiziert (did not qualify)                             |
| Rot      | DNPQ               | in Vorqualifikation gescheitert (did not pre-qualify)            |
| Schwarz  | DSQ                | disqualifiziert (disqualified)                                   |
| Weiß     | DNS                | nicht am Start (did not start)                                   |
| Weiß     | WD                 | zurückgezogen (withdrawn)                                        |
| Hellblau | PO                 | nur am Training teilgenommen (practiced only)                    |
| Hellblau | TD                 | Freitags-Testfahrer (test driver)                                |
| ohne     | DNP                | nicht am Training teilgenommen (did not practice)                |
| ohne     | INJ                | verletzt oder krank (injured)                                    |
| ohne     | EX                 | ausgeschlossen (excluded)                                        |
| ohne     | DNA                | nicht erschienen (did not arrive)                                |
| ohne     | C                  | Rennen abgesagt (cancelled)                                      |
| ohne     | keine WM-Teilnahme |                                                                  |
| sonstige | P/fett             | Pole-Position                                                    |
| sonstige | 1/2/3/4/5/6/7/8    | Punktplatzierung im Sprint-/Qualifikationsrennen                 |
| sonstige | SR/kursiv          | Schnellste Rennrunde                                             |
| sonstige | *                  | nicht im Ziel, aufgrund der zurückgelegten Distanz aber gewertet |
| sonstige | ()                 | Streichresultate                                                 |
| sonstige | unterstrichen      | Führender in der Gesamtwertung                                   |

### Le-Mans-Ergebnisse
| Jahr | Team                   | Fahrzeug    | Teamkollege  | Teamkollege     | Platzierung     | Ausfallgrund |
| ---- | ---------------------- | ----------- | ------------ | --------------- | --------------- | ------------ |
| 2002 | Ray Mallock Racing     | Saleen S7-R | Miguel Ramos | Gavin Pickering | Rang 23         |              |
| 2003 | Graham Nash Motorsport | Saleen S7-R | Thomas Erdos | Mike Newton     | nicht klassiert |              |

### Sebring-Ergebnisse
| Jahr | Team                   | Fahrzeug    | Teamkollege  | Teamkollege     | Platzierung | Ausfallgrund    |
| ---- | ---------------------- | ----------- | ------------ | --------------- | ----------- | --------------- |
| 2003 | Graham Nash Motorsport | Saleen S7-R | Thomas Erdos | Gavin Pickering | Ausfall     | Getriebeschaden |